# Balići II
Balići II is een plaats in de gemeente Barban in de Kroatische provincie Istrië. De plaats telt 12 inwoners (2001).